# Jaroslav Jára
Jaroslav Jára (1964. február 21. –) cseh nemzetközi labdarúgó-játékvezető.

## Pályafutása

### Nemzeti játékvezetés
1995-ben lett hazája legfelső szintű labdarúgó-bajnokságának játékvezetője. Az aktív nemzeti játékvezetéstől 2007-ben vonult vissza.

### Nemzetközi játékvezetés
A Csehszlovák labdarúgó-szövetség Játékvezető Bizottsága (JB) terjesztette fel nemzetközi játékvezetőnek, a Nemzetközi Labdarúgó-szövetség (FIFA) 1997-től tartotta nyilván bírói keretében. Több nemzetek közötti válogatott – Európa bajnoki selejtezőt – és klubmérkőzést – Bajnokok Ligája, UEFA-kupa – vezetett. FIFA JB besorolás szerint első kategóriás bíró. A cseh nemzetközi játékvezetők rangsorában, a világbajnokság-Európa-bajnokság sorrendjében többedmagával az 5. helyet foglalja el 6 találkozó szolgálatával. Az aktív nemzetközi játékvezetéstől 2007-ben a FIFA 45 éves korhatárát elérve búcsúzott. Vezetett nemzetközi mérkőzéseinek száma: 23. Válogatott mérkőzéseinek száma: 10.

#### Világbajnokság
A világbajnoki döntőhöz vezető úton Dél-Koreába és Japánba a XVII., a 2002-es labdarúgó-világbajnokságra és Németországba a XVIII., a 2006-os labdarúgó-világbajnokságra  a FIFA JB bíróként alkalmazta.

##### 2002-es labdarúgó-világbajnokság

###### Selejtező mérkőzés
| Időpont         | Helyszín                    | Mérkőzés típusa           | Mérkőzés                    | Eredmény | Nézők száma |
| --------------- | --------------------------- | ------------------------- | --------------------------- | -------- | ----------- |
| 2001. június 6. | Svangaskard Stadion, Toftir | előselejtező (1. csoport) | Feröer-szigetek–Jugoszlávia | 0 : 6    | 4 150       |

##### 2006-os labdarúgó-világbajnokság

###### Selejtező mérkőzés
| Időpont             | Helyszín                         | Mérkőzés típusa           | Mérkőzés                | Eredmény | Nézők száma |
| ------------------- | -------------------------------- | ------------------------- | ----------------------- | -------- | ----------- |
| 2004. október 13.   | Josy Barthel Stadion, Luxembourg | előselejtező (3. csoport) | Luxemburg–Liechtenstein | 0 : 4    | 3 478       |
| 2005. szeptember 3. | Félix Bollaert Stadion, Lens     | előselejtező (4. csoport) | Franciaország–Feröer    | 3 : 0    | 40 126      |

#### Európa-bajnokság
Az európai-labdarúgó torna döntőjéhez vezető úton Portugáliába a XII., a 2004-es labdarúgó-Európa-bajnokságra az UEFA JB játékvezetőként foglalkoztatta.

##### 2004-es labdarúgó-Európa-bajnokság

###### Selejtező mérkőzés
| Időpont         | Helyszín                 | Mérkőzés típusa           | Mérkőzés                | Eredmény | Nézők száma |
| --------------- | ------------------------ | ------------------------- | ----------------------- | -------- | ----------- |
| 2003. június 7. | Gradski Stadion, Szkopje | előselejtező (7. csoport) | Macedónia–Liechtenstein | 3 : 1    | 6 000       |

##### 2008-as labdarúgó-Európa-bajnokság

###### Selejtező mérkőzés
| Időpont             | Helyszín                | Mérkőzés típusa           | Mérkőzés                  | Eredmény | Nézők száma |
| ------------------- | ----------------------- | ------------------------- | ------------------------- | -------- | ----------- |
| 2006. szeptember 6. | Olimpiai Stadion, Kijev | előselejtező (6. csoport) | Ukrajna–Grúzia            | 3 : 2    | 25 000      |
| 2007. június 2.     | Dinamo Stadion, Minszk  | előselejtező (G. csoport) | Fehéroroszország–Bulgária | 0 : 2    | 29 000      |

#### Nemzetközi kupamérkőzések

##### UEFA-kupa
| Időpont              | Helyszín                    | Mérkőzés típusa            | Mérkőzés                     | Eredmény |
| -------------------- | --------------------------- | -------------------------- | ---------------------------- | -------- |
| 2003. szeptember 24. | Üllői uti Stadion, Budapest | első forduló (1. mérkőzés) | Ferencvárosi TC–FC København | 1 : 1    |

## Magyar vonatkozások
Az első nemzetközi válogatott mérkőzése.
| Időpont             | Helyszín             | Mérkőzés típusa     | Mérkőzés              | Eredmény | Nézők száma |
| ------------------- | -------------------- | ------------------- | --------------------- | -------- | ----------- |
| 2000. augusztus 16. | Népstadion, Budapest | válogatott mérkőzés | Magyarország–Ausztria | 1 : 1    | 3 462       |